# Google Alert
Google Alert (in inglese: Google Alerts) è un servizio di rilevamento e notifica delle modifiche del contenuto offerto dalla società Google. Il servizio invia email all'utente quando trova nuovi risultati, ad esempio pagine web, articoli di giornale, blog o ricerche scientifiche, corrispondenti ai termini di ricerca dell'utente. Nel 2003, Google lanciò avvisi Google che erano il risultato dell'impegno di Naga Kataru. Il suo nome è sui tre brevetti per Google Alert.
Google riferì che il sistema non funzionava correttamente a partire dal 2013 annunciarono: "stiamo riscontrando alcuni problemi con gli avvisi che non sono completi come vorremmo". Tuttavia, il servizio è ancora operativo e completamente accessibile in tutto il mondo. Google Alert ha continuato a riscontrare problemi di prestazioni critici e indisponibilità temporanea a livello regionale, ma il supporto tecnico di Google ha risolto con successo i problemi segnalati dagli utenti sul suo forum ufficiale.